# Pseudomma okiyamai
Pseudomma okiyamai är en kräftdjursart som beskrevs av Murano 1974. Pseudomma okiyamai ingår i släktet Pseudomma och familjen Mysidae. Inga underarter finns listade i Catalogue of Life.